# Tankmonument (Hechtel)

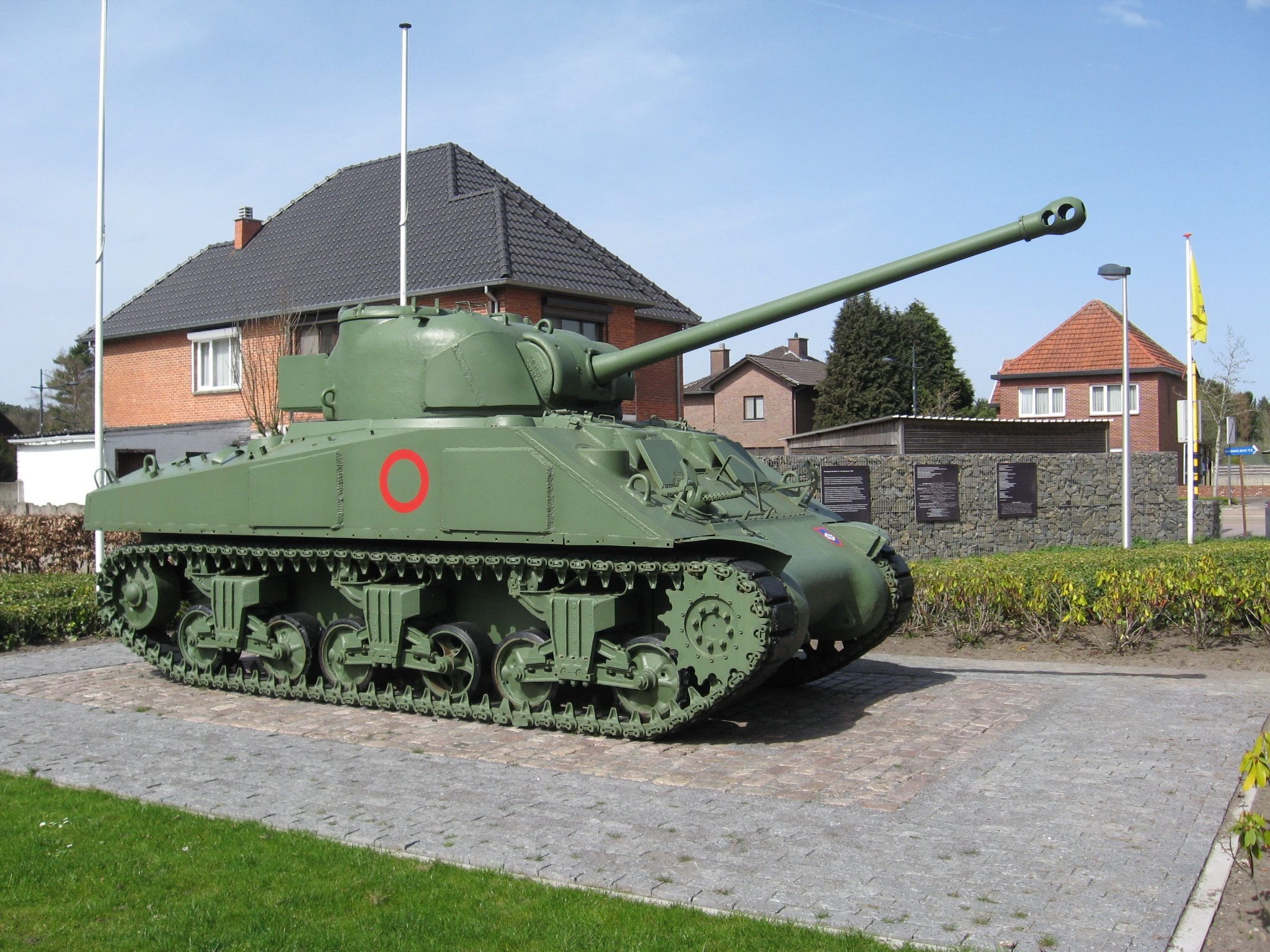
Tankmonument in Hechtel

Het Tankmonument is een oorlogsmonument in Hechtel in de Belgische gemeente Hechtel-Eksel. Het tankmonument staat aan de Kamperbaan (N73) tegenover tankstation "Total". De 27.500 kilo zware tank is van het type Sherman Firefly.

## Geschiedenis
Tijdens de Tweede Wereldoorlog nam de tank deel aan de Strijd om Hechtel.
In 2015 werd de tank gerestaureerd: hij kreeg een zandstraalbeurt en werd in de originele oorlogskleuren gespoten.
In juli 2017 werd de tank 100 meter verplaatst naar een plek naast het gebouw De Schans.